# Glens Falls (New York)
Glens Falls je grad u američkoj saveznoj državi New York. Prema popisu stanovništva iz 2010. u njemu je živjelo 14.700 stanovnika.